# Верховний Хурал Республіки Тува
Верховний Хурал Республіки Тува (тув. Тыва Республиканың Дээди Хуралы (парламентизи)) — однопалатний представницький орган державної влади Республіки Тува, який діє згідно з Конституцією Республіки Тува.

## Структура

### Керівники
- Голова Верховного Хурала — Даваа Кан-оол Тимурович
- Заступник Голови Верховного Хурала — Кольчикова Ольга Валеріївна
- Керівники комітетів

### Комітети
- Комітет з розвитку енергетики та будівництва
- Комітет з аграрної політики та природокористування
- Комітет з бюджету та економічного розвитку
- Комітет з взаємодії з Хуралами представників та розвитку місцевого самоуправління
- Комітет з охорони здоров'я та соціального розвитку
- Комітет з освіти, культури, молодіжної політики та спорту
- Комітет з конституційно-правової політики
- Комітет з громадської безпеки та прикордонних питань